# 栗田子郎
栗田 子郎（くりた しろう、1936年5月16日 - 2019年8月22日）は、日本の植物学者。千葉大学名誉教授。理学博士（東京都立大学 (1949-2011)）。日本植物学会、アメリカ植物学会、国際シダ学会他、会員。

## 略歴
静岡県掛川市に生まれた。1958年に東京教育大学理学部生物学科を卒業し、1962年に、千葉大学文理学部生物学科助手、1971年に理学部生物学科助教授、1992年に教授となった。シダ植物の染色体の構造を観察し、シダ植物の進化の道筋とその仕組みのを明らかにする研究などを行った。研究室の学生が種子を作らず球根の分裂で繁殖する日本産のヒガンバナを研究テーマに選び、日本各地の集団間の染色体の変異の有無を調べる研究を行うことになったことから、東アジアのヒガンバナ科の研究を行い、その経緯と成果を一般向けの科学書『ヒガンバナの博物誌』として発表した。2001年に千葉大学名誉教授となった。
2019年8月22日、死去。死没日をもって従四位叙位、瑞宝小綬章追贈。

## 著書
- 『多様性生物学入門―ヒトへの道程』（1997年、東海大学出版会）
- 『ヒガンバナの博物誌』 (1998年、研成社)
- 『折節の花』（2004年、静岡新聞社）
- 『進化生物学入門 宇宙発生からヒト誕生への137億年』 (2013年、講談社学術文庫) 文庫